# گونتر تورهائور
گونتر تورهائور (به آلمانی: Günter Thorhauer) بازیکن فوتبال و مهاجم اهل آلمان شرقی بود که از سال ۱۹۵۲ میلادی عضو تیم ملی فوتبال آلمان شرقی بوده‌است. وی در ۱ بازی ملی حضور داشته و در بازی‌های ملی‌اش گلی به ثمر نرساند. گونتر تورهائور آخرین بازی ملی خود را در سال ۱۹۵۲ میلادی انجام داد.